# Hortův dům a ateliér
Hortův dům a ateliér (Maison & Atelier Horta) je secesní dvojdům jehož autorem byl belgický architekt Victor Horta. Stavba se nachází Bruselu v obci Saint-Gilles na adrese 23-25 Rue Américaine a slouží jako museum dedikované Victoru Hortovi a jeho dílu. Je uveden v katalogu moderní architektury mezinárodní organizace Iconic Houses, která sdružuje mimořádná díla světových architektů, architektonicky významné domy, domy umělců a ateliéry z 20. století přístupné veřejnosti jako domovní muzea.
Při pohledu z ulice byla levá část domu obytnou a pravá byla ateliérem. Dům má tři nadzemní podlaží přičemž obytná část má navíc mansardovou střechu.
Výstavba domu započala 1898 a skončila 1901. Po dokončení stavby sám autor budovu ještě několikrát upravoval přibyla zimní zahrada, veranda a garáž. Horta dvojdům využíval do roku 1919 kdy jej prodal. Nový majitel dům rozdělil a obě části prodal zvlášť v roce 1926. Obytný dům byl koupen v roce 1961 obcí Saint-Gilles a v roce 1969 zde bylo otevřeno muzeum pro veřejnost. V roce 1973 Saint-Gilles kupuje i ateliér a obě budovy jsou opět spojeny. V roce 1963 je dům a ateliér vyhlášen památkou. Od roku 2000 je budova zapsaná na seznamu Světového dědictví UNESCO jako součást souboru Hlavní městské domy architekta Victora Horty v Bruselu.